# 乙毘咄陸可汗
乙毘咄陸可汗（Irbis türük qaγan、呉音：おちびとちろくかがん、漢音：いつひとつりくかがん、拼音：Yǐpíduōlù kĕhàn、? - 653年）は、西突厥の対立可汗。乙毘咄陸可汗（イルビ・テュルク・カガン）というのは可汗号で、姓は阿史那氏、名は不明。欲谷設（ユクク・シャド）というのは官名である。

## 生涯
沙鉢羅咥利失可汗（イシュバラ・テリシュ・カガン）は部衆に帰服されず、遂に離反されてしまい、配下の統吐屯（トン・トゥドゥン：官名）に襲われ、その麾下は亡散した。沙鉢羅咥利失可汗は弟の歩利設（ボリ・シャド Böri Šad）のもとへ逃れ、焉耆国に立てこもった。阿悉結（アスケール Askēl）部の闕俟斤（キュル・イルキン Kül-irkin：官名）は統吐屯らと国人を招集し、欲谷設を立てて大可汗とし、沙鉢羅咥利失可汗を小可汗にしようとした。しかし、統吐屯が殺され、欲谷設も配下の俟斤（イルキン：官名）に破られたので、沙鉢羅咥利失可汗はふたたび旧地を取り戻し、弩失畢部・処密部などが沙鉢羅咥利失可汗に帰順することとなった。
貞観12年（638年）、西部境は欲谷設を立てて乙毘咄陸可汗（イルビ・テュルク・カガン）とした。乙毘咄陸可汗が立つと、沙鉢羅咥利失可汗と大規模な戦闘に入り、両軍の多くが死に、各々撤退した。これによって、沙鉢羅咥利失可汗と西突厥を二分し、伊麗河（イリ川）以西は乙毘咄陸可汗に属し、伊麗河以東は沙鉢羅咥利失可汗に属した。乙毘咄陸可汗は可汗庭（首都）を鏃曷山の西に建てて北庭とした。厥越失・抜悉蜜（バシュミル）・駁馬・結骨（キルギズ）・火尋・触木昆（処木昆）の諸国は皆これに臣従した。
貞観13年（639年）、沙鉢羅咥利失可汗配下の吐屯俟利発（トゥドゥン・イルテベル：官名）が乙毘咄陸可汗と密通し造反したので、沙鉢羅咥利失可汗は抜汗那国に逃れたが死去した。弩失畢部落の酋帥は沙鉢羅咥利失可汗の弟の伽那（カーナー Kānā）の子である薄布特勤を迎えて、乙毘沙鉢羅葉護可汗（イルビ・イシュバラ・ヤブグ・カガン）とした。
貞観15年（641年）、唐の太宗は左領軍将軍の張大師に命じて乙毘沙鉢羅葉護可汗に鼓纛を賜わせた。一方、この頃の西突厥では、乙毘沙鉢羅葉護可汗と乙毘咄陸可汗が頻繁に攻撃し合っていたので、太宗は乙毘咄陸可汗が遣使を送って来た時に、お互い和睦するよう説得した。この時の乙毘咄陸可汗の兵衆は次第に強盛となっていったので、西域諸国はふたたびこれに帰服した。しばらくして、乙毘咄陸可汗は石国に吐屯（トゥドゥン：官名）を派遣して、乙毘沙鉢羅葉護可汗を攻撃させた。乙毘沙鉢羅葉護可汗は捕えられ、乙毘咄陸可汗のもとへ送られて殺された。乙毘咄陸可汗は乙毘沙鉢羅葉護可汗の国を併せたが、弩失畢諸姓が乙毘咄陸可汗に心服せず、皆これに叛いた。乙毘咄陸可汗はふたたび兵を率いて吐火羅（トハラ）国を撃ち、これを破る。乙毘咄陸可汗はその強盛を恃み、西域をほしいままにした。兵を派遣して伊州を寇掠し、安西都護の郭孝恪は軽騎2千を率いて烏骨を迎撃し、これを敗る。乙毘咄陸可汗はまた処月部・処密部などを派遣して天山県を包囲し、郭孝恪はまたこれを撃って敗走させた。郭孝恪は勝ちに乗って進軍し、処月俟斤の居城を征伐し、遏索山に追撃、千余級を斬首し、処密の衆を降伏させた。その後、乙毘咄陸可汗は康居（ソグディアナ）と米国（マイマルグ）を撃破し、多くの戦利品や捕虜を獲得したが、それを部下に分け与えなかったため、武将の泥孰啜が怒ってそれらを奪取した。そのため乙毘咄陸可汗は泥孰啜を見せしめとして斬り殺したが、泥孰啜の部将の胡禄居の挙兵を招き、衆の多くは逃げ出し、西突厥は大乱となった。乙毘咄陸可汗配下の屋利啜らは謀って乙毘咄陸可汗を廃位しようと考え、唐に遣使を送ってきて新たな可汗を立てるよう請願した。太宗は遣使を送り、莫賀咄乙毘可汗の子を立てさせ、乙毘射匱可汗とした。乙毘射匱可汗は即位すると、弩失畢の兵を発し、白水胡城にて乙毘咄陸可汗を攻撃した。弩失畢の兵は敗れたが、乙毘咄陸可汗は民から見離されたことを知り、西の吐火羅国へ亡命した。
永徽2年（651年）、唐に亡命していた阿史那賀魯は子の阿史那咥運とともに衆を率いて西に逃れ、乙毘咄陸可汗の地に拠り、西域諸郡を総有し、牙を雙河（ボロ川）及び千泉（ビルキー birkī：現ジャンブール州メルキ）に建てて自ら沙鉢羅可汗（イシュバラ・カガン）と号し、咄陸（テュルク）・弩失畢の十姓を統領した。阿史那賀魯は兵数10万を擁し、西域諸国の多くが附隸した。 阿史那賀魯は阿史那咥運を立てて莫賀咄葉護（バガテュル・ヤブグ：官名）とし、たびたび西蕃諸部を侵掠し、庭州を寇掠した。
永徽4年（653年）、乙毘咄陸可汗が死ぬと、その子の真珠葉護（インチュ・ヤブグ）は五弩失畢と阿史那賀魯を撃つことを唐に請願すると、その牙帳を破り、千余級を斬首した。

## 子
- 真珠葉護（インチュ・ヤブグ）

## 参考資料
- 『旧唐書』（列伝第百四十四下 突厥下）
- 『新唐書』（列伝百四十下 西突厥）
- 佐口透・山田信夫・護雅夫訳注『騎馬民族誌２正史北狄伝』（1972年、平凡社）
- 内藤みどり『西突厥史の研究』（1988年、早稲田大学出版部、ISBN 4657882155）